# Min Bedste Ven er en Abe
Min bedste ven er en abe (originaltitel: My Gym Partner's a Monkey) er en tegneserie, som blev sendt på Cartoon Network fra 2006 til 2008.

## Medvirkende

### Danske stemmer
| Skuespiller           | Rolle(r)                        |
| --------------------- | ------------------------------- |
| Zacharias Grassmé Taj | Adam                            |
| Troels Walther Toya   | Jakob                           |
| Julie Lund            | Lulu                            |
| Pernille Lyck         | Ingrid Giraf, Karen, Div Roller |
| Øvrige                |                                 |
| Andreas Jessen        |                                 |
| Ann Hjort             |                                 |
| Caspar Phillipson     |                                 |
| Morten Lützhøft       |                                 |
| Tom Jensen            |                                 |

## Afsnit
| Sæson | Sæson       | Afsnit      | Oprindelig sendt | Oprindelig sendt |
| Sæson | Sæson       | Afsnit      | Start            | Slut             |
| ----- | ----------- | ----------- | ---------------- | ---------------- |
|       | Pilotafsnit | Pilotafsnit | 2003             | 2003             |
|       | 1           | 13          |                  |                  |
|       | 2           | 13          |                  |                  |
|       | 3           | 15          |                  |                  |
|       | 4           | 15          |                  |                  |
|       | Kortfilm    | 13          |                  |                  |